# 社交媒體優化
社交媒體優化（英語：Social media optimization，縮寫为SMO）是利用一些網點和社區進行宣傳，提高產品，服務品牌或活動的認識。所涉及的社交媒體類型包括RSS訂閱，社交新聞和書籤網站，以及社交網站，如Facebook，Twitter，影片分享網站和網誌網站。SMO類似於搜索引擎優化，其目的是生成網絡流量和網站，並提高網站的認識。一般來說，社交媒體優化是指優化網站及其內容，以鼓勵更多用戶在社交媒體和網站上使用和分享到網站的鏈接。SMO還是指自動執行此過程的軟件工具，或者是指向为了客戶承擔此過程的網站專家。
SMO的目標是戰略性地創造有趣的在線內容，從精心編寫的文字到引人注目的數碼照片或影片剪輯，鼓勵和引誘人們與網站互動，然後通過其網絡鏈接與他們的社交媒體聯繫人和朋友。社交媒體參與的常見例子是“喜歡和評論帖子，轉發，嵌入，分享和宣傳內容”。社交媒體優化也是實現在線聲譽管理（ORM）的有效途徑，這意味著如果有人發表了對業務的不良評價，SMO策略可以確保負面反饋不是搜索引擎結果搜索列表中的第一個鏈接。
在2010年，社交媒體網站超越電視作為年輕人的新聞來源，新聞機構越來越依賴社交媒體平台來產生網絡流量。《經濟學人》等出版商聘請大型社交媒體團隊來優化他們的在線帖子並最大限度地提高流量，而其他主要出版商現在使用先進的人工智能（AI）技術來產生更多的網絡流量。

## 與搜尋引擎最佳化的關係
社交媒體優化正在成為搜尋引擎最佳化中越來越重要的一個因素，這是設計網站的過程，使其在搜索引擎上具有盡可能高的排名。隨著搜索引擎越來越多地利用諸如Reddit，Facebook，Tumblr，Twitter，YouTube，LinkedIn，Pinterest，Instagram，Google+，WeChat及SinaWeibo新浪微博等社交網絡用戶的建議，對搜索引擎結果頁面中的頁面進行排名。這意味著當網頁在社交網絡上被用戶共享或“喜歡”時，它被視為該網頁的質量的“投票”。 因此，搜索引擎可以相應地使用這樣的投票在搜索引擎結果頁面中適當排名的網站。

## 與病毒性營銷的關係
社交媒體優化在許多方面與病毒營銷或“病毒播種”技術有關，其中通過在社交書籤，視頻和照片共享網站中使用網絡創建口碑。有效的SMO活動可以利用病毒營銷的力量; 例如，Pinterest上的80％的活動是通過“repinning”生成的。

## 出版業
隨著社交媒體網站超越電視作為青少年新聞的消息來源，新聞機構越來越依賴社交媒體平台進行交通。路透社新聞學研究所的一份報告描述了“第二波干擾”如何影響新聞機構，出版商如《經濟學人》(The Economist)不得不僱用大型社交媒體團隊來優化他們的在線帖子並最大限度地提高流量。諸如《世界報》(Le Monde)和《時尚》(Vogue)等主要出版商現在使用Echobox的高級人工智能（AI）技術更有效地發布故事，並產生更多的流量。